# Egészségpszichológia
Egészségpszichológia „Az egészségpszichológia a pszichológia specifikus – edukációs, tudományos és gyakorlati – hozzájárulása az egészség elősegítéséhez és fenntartásához, a betegség megelőzéséhez és kezeléséhez, az egészség, betegség és a különböző működészavarok etiológiai és diagnosztikus korrelátumainak azonosításához, valamint az egészségvédelem rendszeréhez.” (Matarazzo, 1982) Az egészségpszichológia tehát a pszichológia minden olyan tevékenysége, mely az egészség, betegség és egészségvédelem bármely aspektusához kapcsolódik.

## Az egészségpszichológia kialakulásának háttere
Az egészségpszichológiai tudományterület nem rendelkezik még hosszú történelemmel, kialakulása az 1970-es évek közepére tehető. A következőkben az egészségpszichológia gyökerei, kialakulásának háttere és előzményei kerülnek tárgyalásra.
Az egészségpszichológia kialakulása az orvostudományban uralkodó gondolkodásmód változásához köthető – mely változás segítségével formálódhatott csak meg az igény ezen egészségmegőrzésben fontos terület iránt. Ez a változás pedig nem más, mint a biomedikális felfogás megdőlése, s a bio-pszichoszociális modell elfogadottá válása.
Az orvostudomány és pszichológia nézetrendszerében sokáig a dualista szemléletmód dominált – sőt, még ma is igen elterjedt felfogás. A test-lélek dualizmusának gondolatát (azaz azt az elvet, miszerint a test és a lélek két különálló, egymástól független szubsztancia) Descartes (1596-1650) fejtette ki. Elképzelésében a mechanikusan működő test mellett egy tőle független, külön munkálkodó lelket feltételezett. A pszichológia oldaláról ez azt jelentette, hogy az egészségügyben munkálkodó klinikai pszichológusok szinte kizárólag a pszichiátriai problémákra összpontosítottak, működésüket csak az elmét érintő mentális betegségek kezelésére korlátozták.   
Orvosi oldalról a dualista felfogás a biomedikális modellben érhető tetten. A modell lényege, hogy a betegségeket fiziológiai zavarokra, mérhető biológiai változókra vezeti vissza, amelyek hátterében fizikai sérülés, biokémiai egyensúlyzavar, bakteriális, vírusos vagy egyéb fertőzés áll. Felfogásában a betegség a test válasza a test veszélyeztetésére. A biomedikális modell betegségeket és nem betegeket kezel. Nem tartja betegségnek azokat az akár súlyos szubjektív panaszokkal járó állapotokat, melyeknek nincs kimutatható biológiai (fiziokémiai) oka. 
A biomedikális modellt azonban számos kritika érte: ellenállást váltott ki gyógyszer- és eszközközpontúsága, valamint a betegellátás elszemélytelenedése. Tudományos szempontból is megdőltek alapjai: egyes cirkuláris okságot, oksági hálót feltételező tudományágak fejlődésével (pl. immunológia) megkérdőjeleződött alapgondolata, miszerint a fiziológiai zavarok és a betegségek közt egyenes oksági vagy ok-okozati összefüggések állnak fenn.
A biomedikális modellt követően nagy előrelépést jelentett az 1930-1950 között megjelenő pszichoszomatikus orvoslás – az első olyan modern tudományos megközelítés, mely az egyes betegségek hátterében pszichológiai tényezőkkel is számolt. A felfogás szerint a lelki tényezők a testi történéseket a vegetatív idegrendszer közvetítésével befolyásolják. A korai kutatásokban a szorongás és distressz jelentőségét hangsúlyozták a betegségek kialakulásában. Két fő irányzata a pszichodinamikai és a pszichofiziológiai megközelítés – előbbi kiemelkedő képviselője a magyar származású Franz Alexander (Alexander Ferenc), utóbbié pedig Harold G. Wolff valamint a tudományterület nemzetközi jelentőségű hazai művelője, Kopp Mária. 
Pszichoszomatikus felfogását megtartva, ám a szociális, kulturális és gazdasági tényezőket is figyelembe véve végül megalakul a bio-pszichoszociális modell. Az Engels által 1977-ben javasolt bio-pszichoszociális modell felismeri az intapszichés tényezőkön kívüli számos egyéb faktor szerepét a betegségek kialakulásában és lefolyásában. Szerepet tulajdonít továbbá a beteggondozó rendszernek, az egészségügynek is. A bio-pszichoszociális modell egy rendszerelmélet, melynek lényege, hogy részei egymással állandó kölcsönhatásban állnak, kölcsönösen befolyásolják egymás működését. A modell gondolatának alapjai azonban nem újszerűek: test és lélek kapcsolatát már az ősi kultúrák is felismerték, s használták a keleti holisztikus orvoslás során. Emellett Arisztotelész híres mondása: „ép testben ép lélek”, valamint Gaub tétele: „ha az egészséges test megbetegszik vagy egy beteg test meggyógyul, azért igen gyakran a lélek felelős” is arról árulkodik, hogy már a modellt megelőzően számos tudós nem volt a dualista szemléletmód híve. A modern tudományok közül elsőként az immunológia érzi a paradigmaváltás szükségességét, azaz a bio-pszichoszociális modellre való áttérést.

## Az egészségpszichológia megszületése
Láthattuk tehát, milyen nézőpontváltás történt az egészséggondozás területén. Az egészségpszichológia megszületését magával vonó szemléletmód kialakulása azonban önmagában nem lehetett volna elég egy új diszciplína kialakulásához. A tudományterület létrejötte számos más tényezőre vezethető vissza.
Kialakulásában nagy szerepet játszott az életminőséggel való fokozott foglalkozás, valamint az, hogy az egészséggondozásban áttevődött a hangsúly a fertőző betegségekről a krónikus betegségekre. Szerepet játszhatott továbbá a viselkedéstudományok fejlődése – melyek nyomán a tanuláselméletek alkalmazhatókká váltak a betegségetiológia és betegségviselkedés értelmezésére. Végül meg kell említeni, hogy az egészséggondozás egyre növekvő költségei miatt fokozottan nőtt az igény az alternatív megoldások keresésére az ismert drága módszerek helyett.
Mindezek együtteseként tehát az 1970-es évek közepén kialakult az egészségpszichológia. Az Amerikai Pszichológiai Társaság az 1978-as éves közgyűlésén alakította meg a társaság egészségpszichológiai szekcióját. Ugyanebben az évben megalakult az Academy of Behavioral Medicine  Miller elnökletével, valamint megindult a Journal of Behavioral Medicine Gentry szerkesztése. 1983-ban megtartotta első konferenciáját az egészségpszichológiai szekció, melynek tárgya az oktatás és a képzés volt.

## Egészségpszichológia napjainkban
Láthattuk, milyen okokra vezethető vissza az egészségpszichológia kialakulása. A továbbiakban kifejtésre kerül, a gyakorlatban milyen területeken tölt be fontos szerepet ez a tudományterület. 
Az egészségpszichológus a munkája során az egészséggondozó rendszer számos pontján szerepet vállalhat. Az egészségpszichológiai gyakorlati tevékenységei között megtalálható a kognitív módszerek alkalmazása műtétek előkészítésében, biofeedback és hipnotikus terápiák alkalmazása, vagy segítheti például az orvosi utasítások betartatását pszichológiai eszközökkel. Nagy hangsúlyt fektet az egészségviselkedésre, annak problematikus, specifikus formáinak (pl. alkoholizmus, elhízás, dohányzás) módosítását kísérli meg. A problematikus egészségviselkedési formák kialakulását primer (elsődleges) prevenciós tevékenységével igyekszik korlátozni – például a viselkedési formák kialakulását megelőző prevenciós programok szervezése által. Főbb területei közé sorolható továbbá a stressz és betegségek kapcsolatának feltárása, a stressz kezelése valamint a megküzdés támogatása. Foglalkozik a páciens helyzetével az egészségügyi rendszerben, a fájdalommal és annak kontrollálásával; valamint előrehaladott és terminális állapotokkal kapcsolatosan felmerülő pszichológiai problémákkal, például gyásszal, a halál és haldoklás tárgykörével. 

## Az egészségpszichológia feladatai a jövőben
Az egészségpszichológiai tudományterület az első 25 évben számos gyakorlati területen megvetette lábát. Keefe és Blumenthal (2004) azonban felhívja a figyelmet, arra hogy nem szabad ezen a szinten megállni, s a tudományos és technikai újításoknak megfelelően a folyamatos fejlődésre kell törekedni.
Az egészségpszichológiának például egyre nagyobb mértékben válik szükségessé a viselkedéses genetikába való bevonódás; a jövőben meg kell ismerni az egészségmegőrzés területén fejlesztett modern technológiai eszközöket; nagyobb figyelmet kell fordítaniuk az etikai szabályok és törvények megismerésére; valamint olyan specifikus területekben is részt kell vennie, mint például szervátültetés után a szervdonor fizikai és mentális jóllétének támogatása.

## Egészségpszichológiai oktatás Magyarországon
Egészségpszichológiai képzésre a pszichológiai alapképzés elvégzése után lehet jelentkezni mesterképzés formájában. Önálló egészségpszichológiai képzést azonban csak a Debreceni Egyetem Általános Orvostudományi Kara nyújt. Az ország egyéb felsőoktatási intézményeiben a klinikai és egészségpszichológia szakirány választható.

## Alternatív egészségpszichológia
- Egészségjavítás a bohócdoktor vizitekkel - testi és lelki egészség
- Meseterápia - egészséges lélek, egészséges test!